# (19115) 1981 EM39
A (19115) 1981 EM39 a Naprendszer kisbolygóövében található aszteroida. Schelte J. Bus fedezte fel 1981. március 2-án.